# Frankly Sentimental
Frankly Sentimental è il terzo album del crooner statunitense Frank Sinatra, pubblicato dalla Columbia Records nel giugno 1949 (78 giri) e nel luglio 1949 (33 giri).

## Tracce
1. Body and Soul - (Heyman, Sour, Eyton, Green)
2. Laura - 3:16 - (Mercer, Raksin)
3. Fools Rush In (Where Angels Fear to Tread) - 3:04 - (Mercer, Bloom)
4. Spring Is Here - 2:45 - (Hart, Rodgers)
5. One for My Baby (And One More for the Road) - (Mercer, Arlen)
6. Guess I'll Hang My Tears Out to Dry - (Cahn, Styne)
7. When You Awake - (Nemo)
8. It Never Entered My Mind - (Hart, Rodgers)

## Musicisti
- Frank Sinatra - voce;
- Axel Stordahl - arrangiamenti.